# Keltie Hansen
Keltie Hansen (13 mei 1992) is een Canadese freestyleskiester. Ze vertegenwoordigde haar vaderland op de Olympische Winterspelen 2014 in Sotsji.

## Carrière
Bij haar wereldbekerdebuut, in januari 2009 in Park City, scoorde Hansen direct haar eerste wereldbekerpunten. Tijdens de wereldkampioenschappen freestyleskiën 2009 in Inawashiro eindigde de Canadese als zeventiende op het onderdeel halfpipe. Twee jaar later behaalde ze in La Plagne haar eerste toptienklassering. Op de wereldkampioenschappen freestyleskiën 2011 veroverde Hansen in Deer Valley de bronzen medaille in de halfpipe. In februari 2013 stond de Canadese in Sotsji voor de eerste maal in haar carrière op het podium van een wereldbekerwedstrijd. In Voss nam ze deel aan de wereldkampioenschappen freestyleskiën 2013, op dit toernooi eindigde ze als zevende in de halfpipe. Tijdens de Olympische Winterspelen van 2014 in Sotsji eindigde Hansen als dertiende in de halfpipe.
Op de wereldkampioenschappen freestyleskiën 2015 in Kreischberg eindigde de Canadese als zesde in de halfpipe. In de Spaanse Sierra Nevada nam ze deel aan de wereldkampioenschappen freestyleskiën 2017. Op dit toernooi eindigde ze als veertiende in de halfpipe. Na afloop van het seizoen 2017/2018 beëindigde Hansen haar carrière.

## Resultaten

### Olympische Spelen
| Jaar | Plaats | Resultaten   |
| ---- | ------ | ------------ |
| 2014 | Sotsji | 13e Halfpipe |

### Wereldkampioenschappen
| Jaar | Plaats        | Resultaten   |
| ---- | ------------- | ------------ |
| 2009 | Inawashiro    | 17e Halfpipe |
| 2011 | Deer Valley   | Halfpipe     |
| 2013 | Voss          | 7e Halfpipe  |
| 2015 | Kreischberg   | 6e Halfpipe  |
| 2017 | Sierra Nevada | 14e Halfpipe |

### Wereldbeker

#### Eindklasseringen
| Seizoen   | Algm | HP  |
| --------- | ---- | --- |
| 2008/2009 | 106e | 19e |
| 2010/2011 | 51e  | 6e  |
| 2011/2012 | 66e  | 6e  |
| 2012/2013 | 37e  | 6e  |
| 2013/2014 | 112e | 22e |
| 2014/2015 | 58e  | 9e  |
| 2016/2017 | 100e | 18e |
| 2017/2018 | 113e | 22e |